# وینترز (تگزاس)
وینترز، تگزاس(به انگلیسی: Winters, Texas) شهری در ایالت تگزاس از ایالات جنوبی ایالات متحده آمریکا است. در سرشماری سال ۲۰۰۰، جمعیت این شهر ۲۸۸۰ نفر اعلام شد.